# Fiorenzo Angelini
Fiorenzo Angelini, italijanski rimskokatoliški duhovnik, škof in kardinal, * 1. avgust 1916, Rim, † 22. november 2014.

## Življenjepis
3. februarja 1940 je prejel duhovniško posvečenje.
27. junija 1956 je postal uradnik Rimske kurije in bil imenovan za naslovnega škofa Messen; 29. julija istega leta je prejel škofovsko posvečenje.
6. januarja 1977 je postal pomožni škof Rima.
Med 16. februarjem 1985 in 31. decembrom 1996 je bil predsednik Papeškega sveta za pastoralno oskrbo zdravstvenih delavcev, zato se ga je oprijel vzdevek "Sua sanita`".
28. junija 1991 je bil povzdignjen v kardinala in imenovan za kardinal-diakona S. Spirito in Sassia; 26. februarja 2002 je bil povišan v kardinal-duhovnika.
Umrl je v 99. letu starosti.